# Dietrich von Enschede (Domdechant)
Dietrich von Enschede (* im 14. Jahrhundert; † 18. Februar 1390) war Domdechant in Münster.

## Leben
Dietrich von Enschede entstammte einer ritterbürtigen Schöffenfamilie aus Groenlo im Achterhoek und ist nicht zu verwechseln mit dem gleichnamigen Dietrich von Enschede, der von 1343 bis 1361 Domherr in Münster war. Am 10. November 1365 findet er erstmals als Domherr zu Münster urkundliche Erwähnung. 1366 bekleidete er auch das Amt des Domthesaurars in Paderborn. Hier war er für die Vermögensverwaltung des Domkapitels verantwortlich. Als Dechant wird Dietrich erstmals am 10. Juli 1376 erwähnt. Damit oblag ihm die Leitung des Domkapitels.
Von 1360 bis 1362 war er auch Propst im Kollegiatstift Paderborn. 
Dietrich blieb bis zu seinem Tode in seinen Ämtern in Münster.